# 今村良樹
今村 良樹（いまむら よしき、1957年9月19日 - ）は、日本の俳優、放送作家、紙芝居プロデューサー。ずうとるびのベース。

## 来歴
東京都目黒区上目黒出身。当時、漫画家を目指しており、中学1年生の時、友人の誘いで、「谷岡ヤスジのメッタメタガキ道講座」のオーディションを受け合格。1972年、劇団ひまわり入団。映画「卒業旅行」では、マーク・レスターと共演。
1973年、『笑点』（日本テレビ）の1コーナーであった「ちびっ子大喜利」に出演。のちに結成されるずうとるびのメンバー4人が揃う。座布団10枚獲得記念賞品がレコードデビューであり、山田隆夫が達成したことがきっかけとなり出演者でグループを結成。翌1974年から“ずうとるび”のメンバーとして活動を始める。
マンガやイラストが得意で、実際に「DUO」に読み切りのギャグマンガ「くるくるパーニック」を掲載したことがある。また、アイドル雑誌「明星」に刑事を兄に持つ男子高校生を主人公にした前後編の学園ミステリーを発表、シリアスな内容で完成度も高く周囲を驚かせた。アメリカ合衆国へ留学のために芸能活動休止を発表。これがきっかけとなり、ずうとるびも解散。
帰国後、1982年から石森史郎に師事し、放送作家に転身。主にバラエティ番組の構成を担当するとともに、自身も何度かゲスト出演していた。1991年4月からスタートした『ノン子とのび太のアニメスクランブル』を筆頭に、文化放送A&Gゾーンの創成期に様々な番組を手がけていた。
週11本を担当していた構成作家業から一線を退き、2009年から、渋谷画劇団が主催する、紙芝居プロデューサーのオーディションを受け、プロ紙芝居師兼プロデューサーとしてデビュー。
2012年には心理回想士の資格を取得し、回想士としての活動も開始。また、2015年7月から元メッツの柏木孝夫、砂野誠一とユニット「花吹雪歌激団」を立ち上げた。
2020年、ずうとるび再結成に参加。

## 著作
- 『アニラジ・ステーションより愛をこめて 君にSAY・YOU』角川書店、1996年4月30日。ISBN 4-04-883444-4。

## 出演番組

### テレビ
テレビドラマ
- 翔んだカップル（フジテレビ） - 勇介
- 太陽にほえろ! 第350話「高校時代」（1979年4月13日） - 中山
- 逢いたくて（1980年、毎日放送） - 西山守

情報番組
- おもいッきりイイ!!テレビ（日本テレビ）

### ラジオ
- 吉田照美 ソコダイジナトコ（2010年6月15日、文化放送）
- 今村良樹のどよう極楽放送局!（1999年4月 - 2001年3月、北日本放送）

## 構成担当

### テレビ
- お笑いマンガ道場（中京テレビ）
- 全国高等学校クイズ選手権（日本テレビ）
- タミヤRCカーグランプリ（テレビ東京）
- マジカル頭脳パワー!!（日本テレビ）
- 平成あっぱれテレビ（日本テレビ）
- クイズ どんなMONだい?!（日本テレビ）
- どちら様も!!笑ってヨロシク(30分時代のみ)(日本テレビ)
- 速報!歌の大辞テン（日本テレビ）
- 米米CLUB 10周年記念番組 宴!米米CLUB 〜おいしいとこだけ、10年分（関西テレビ）- 1995年2月19日
- ウェークアップ!ぷらす（読売テレビ）

### ラジオ
- 決定!全日本歌謡選抜
- サンデーアニメジョッキー
- ノン子とのび太のアニメスクランブル
- SOMETHING DREAMS マルチメディアカウントダウン
- 草地章江のRadio Quovadis
- ラジオガンガン
- 三石琴乃のエーベルナイツ - 1998年4月から2001年9月の番組終了まで演者としても出演